# Aspen-Grundsätze
Die Aspen-Grundsätze (engl. Aspen Principles) ist eine Initiative zur Neuordnung der Unternehmenstransparenz und des Kapitalmarktes, von einer Arbeitsgruppe im Umfeld des Aspen-Instituts, die aus Unternehmensführern, Aktionären, Gewerkschaften, Beraterfirmen und Investmentfonds besteht und im Juni 2007 veröffentlicht wurden. Ziel dieses Vorschlags ist es, einen politischen Neuordnungsprozess in den USA und Ländern mit einflussreichen Kapitalmärkten  auszulösen und die kurzfristige Bewertung von Wirtschaftsunternehmen abzulösen. Dem liegt die Idee zu Grunde, dass kurzzeitig fokussierte Indikatoren für Unternehmenserfolg zu einem unzutreffende Bewertung führt und vielmehr ein ganzheitliches Bild von einem Unternehmen, seinen Gewinnen, Strukturen und Plänen sowohl für den Kapitalmarkt positive Impulse geben wird als auch für eine Verbesserung der Corporate Governance.

## Die Grundsätze
Im Wesentlichen enthält der Vorschlag folgende 7 Grundsätze:
- Unternehmen sollen keine Quartalsberichte mehr veröffentlichen, sondern sich konkreten langfristigen Zielen verpflichten und ihre Umsetzung darstellen
- Unternehmen sollen auch an Analysten keine Quartalszahlen herausgeben, sie werden die Einschätzungen und Ratings von Analysten nicht kommentieren
- Unternehmen werden häufig, vollständig und regelmäßig über ihre Strategie informieren und das Maß ihrer Zweckerreichung
- Vorstandsbezüge werden zumindest langfristig orientierten Investoren offengelegt
- Manager werden verpflichtet, Aktien des eigenen Unternehmens  auch über ihre Dienstzeit hinaus zu halten
- Unternehmen werden von Managern Geld zurückfordern und wirksam eintreiben, wenn ihre Bezüge an bestimmte Ergebnisse gebunden waren, sich diese jedoch als falsch oder nicht nachhaltig erwiesen haben
- Unternehmen sollen einen mittelfristigen Planungs- und Informationshorizont anstreben von etwa 5 Jahren

## Initiatoren
Zu den Initiatoren gehören u. a.:
- Apache Corporation
- Business Roundtable (BRT), eine Lobbyorganisation von Vorständen US-amerikanischer Unternehmen mit einem Gesamtertrag von circa 4,5 Bil. USD und 10 Mio. Angestellten
- Council of Institutional Investors
- PepsiCo, Inc.
- Pfizer, Inc.
- Center for Audit Quality (Vereinigung von Wirtschaftsprüfern)
- New York State Common Retirement Fund
- Xerox Corporation
- William H. Donaldson, Donaldson Enterprises, Inc.
- Patrick W. Gross, The Lovell Group
- Yale School of Management
- Henry B. Schacht, Warburg Pincus